# George Bentham
George Bentham (Stoke em Devon, 22 de setembro de 1800 — Londres, 10 de setembro de 1884) foi um botânico inglês.
Considerado por muitos o maior sistemata do século XIX. O seu herbário, com mais de 100 000 espécimes, encontra-se desde 1854 nos Royal Botanic Gardens de Kew, nos arredores de Londres, onde William Jackson Hooker e, desde 1863, o seu filho Joseph Dalton Hooker, foram directores dos jardins e do herbário e seus estreitos colaboradores em trabalhos de sistemática e de descrição de novas espécies.

## Biografia
George Bentham nasceu em 22 de Setembro de 1800 em Stoke, uma pequena cidade do Devon situada nas proximidades de Portsmouth. Foi filho do engenheiro e inventor Sir Samuel Bentham, o único irmão do filósofo e escritor Jeremy Bentham.
O pai de George Bentham fora contratado anos antes pelo príncipe russo Grigori Alexandrovich Potemkin para chefiar um projecto de construção naval e depois um conjunto de outras iniciativas destinadas a introduzir diversas tecnologias na Rússia. Como resultado, passou vários anos em São Petersburgo, tendo viajado extensivamente pela Sibéria, chegando até à fronteira com a China. Em 1800, quando George nasceu, o pai era inspector das obras navais em Portsmouth.
Como consequência de ter acompanhado as constantes viagens de seus pais, George Bentham não seguiu um percurso formal de educação, tendo sido essencialmente educado pela família. Demonstrando grande vivacidade e inteligência, tinha um grande poder de concentração e autodisciplina, estudando profundamente qualquer assunto que considerasse interessante. Detinha uma notável aptidão linguística o que lhe permitiu aos sete anos de idade falar inglês, francês, alemão e russo.
Depois de uma passagem pela Suécia, durante a qual George Bentham aprendeu sueco, e pela Inglaterra, a família mudou-se para França, permanecendo durante dois anos em Montauban, cidade onde Bentham estudou hebraico e matemática na escola protestante local. A família acabaria por se fixar nos arredores de Montpellier, onde Sir Samuel Bentham adquiriu uma extensa propriedade.
Em consequência, George Bentham viveu de 1814 a 1826 em Montpellier, tendo iniciado naquela região o seu interesse pelos estudos de botânica. A sua iniciação naquela ciência fez-se pelo estudo da flora dos Pirenéus, à qual pretendia aplicar os métodos lógicos desenvolvidos pelo seu tio Jeremy Bentham. Nesta fase, George Bentham parecia mais voltado para os estudos filosóficos, usando a história natural apenas como um dos campos onde pretendia aplicar os novos métodos lógicos.
Contudo, quando estudava em Angoulême, cidade onde frequentava os estudos preparatórios necessários para prosseguir uma carreira na área jurídica, acabou por se interessar pela leitura da obra Flore française do botânico suíço Augustin Pyrame de Candolle. O seu principal interesse recaiu sobre as tabelas analíticas para identificação de plantas, cuja lógica decidiu testar. Tendo obtido sucesso na identificação de plantas, começou a utilizar largamente a obra, familiarizando-se com a flora local.
Numa subsequente visita a Londres, em 1823, estabeleceu contacto com o círculo dos botânicos britânicos, que à época incluía alguns dos mais brilhantes na cena mundial. Em consequência, pouco depois fixa-se em Londres, passando a exercer as funções de secretário do seu tio, ao mesmo tempo que passa a frequentar a Lincolns Inn e a preparar-se para ser admitido na advocacia.
Foi admitido no foro em 1832, ano em que representou em tribunal o seu primeiro, e único, cliente, uma vez que, nesse mesmo ano, o tio faleceu deixando-lhe os seus bens, os quais se vieram juntar à herança que obtivera no ano anterior por morte do pai.
Com essas heranças conquistou uma independência económica, embora modesta, que lhe permitiu dedicar-se a tempo inteiro aos seus estudos favoritos, abandonando qualquer ideia de prática profissional. Durante algum tempo dividiu o seu tempo entre os estudos de jurisprudência, lógica e botânica, para além de editar os escritos profissionais de seu pai. Face ao crescimento do interesse pelo estudo da botânica, que então envolvia toda a Europa, foi progressivamente dedicando mais tempo àquela ciência. Em consequência foi-se integrando nos meios científicos londrinos, passando da posição de secretário da Royal Horticultural Society (que mantinha desde 1830) para membro destacado da Linnean Society of London, da qual viria a ser presidente.
A primeira publicação de George Bentham foi o Catalogue des plantes indigènes des Pyrénées et du Bas Languedoc (Paris, 1826). A obra é o resultado dos seus estudos e trabalhos de exploração realizados nos Pirenéus, realizados enquanto residia em Montpellier, complementados com os resultados de uma cuidadosa exploração da flora daquela região empreendida em conjunto com George Arnott Walker Arnott (1799-1868), que mais tarde seria professor de Botânica na Universidade de Glasgow.
Note-se que George Bentham adoptou desde a sua primeira obra o hábito de nunca citar nada sem acesso directo à fonte. Seguiu este princípio nos artigos que publicou nos diversos campos do saber pelos quais se interessou: na Botânica; no Direito, disciplina em que escreveu sobre a codificação das leis, em desacordo com o seu tio, sobre a legislação referente ao furto e sobre os direitos reais de propriedade; e sobre Lógica, disciplina onde publicou uma obra notável.
A publicação mais importante deste período é o artigo Outline of a New System of Logic, with a Critical Examination of Dr Whately’s Elements of Logic (Londres, 1827). Nele George Bentham explicita pela primeira vez o princípio da quantificação do predicado. De acordo com William Stanley Jevons, esta enunciação está entre os mais importantes avanços da lógica abstracta desde o tempo Aristóteles. Apesar da sua importância, antes que 60 cópias da obra tivessem sido vendidas, o editor entrou em falência e as cópias remanescentes foram destruídas. Em consequência, a obra passou ao esquecimento, mantendo-se assim até 1873, ano em que a prioridade de Bentham naquela enunciação foi finalmente reconhecida contra a alegada por Sir William Hamilton numa obra de Herbert Spencer.
Em 1836 publicou a sua primeira grande obra de botânica, intitulada Labiatarum genera et species. Na preparação deste trabalho visitou, no período entre 1830 e 1834, todos os herbários europeus do tempo, alguns deles mais de uma vez.
No Inverno seguinte instalou-se em Viena, onde escreveu Commentationes de Leguminosarum generibus, publicado nos Annalen des Wiener Museums der Naturgeschichte (Anais do Museu de História Natural de Viena).
Em 1842 estabeleceu-se em Pontrilas, uma localidade do Herefordshire. A sua principal ocupação nos anos seguintes seria a elaboração da sua contribuição para a obra Prodromus Systematis Naturalis Regni Vegetabilis, que estava a ser elaborada pelo seu amigo Augustin Pyrame de Candolle. Descreveu, para aquela obra, 4 730 espécies.
Em 1854 concluiu que a manutenção de um grande herbário e biblioteca era demasiado onerosa para as suas posses, razão pela qual ofereceu os cerca de 100 000 espécimes de plantas que tinha coleccionado ao Real Jardim Botânico de Kew, no entendimento que deveriam ser instituições públicas a manter os grandes herbários, garantindo a sua acessibilidade a todos os investigadores.
Por essa altura chegou a considerar o abandono dos seus trabalhos de botânica. Assentiu em mantê-los, decisão em que foi apoiado, entre outros, por Sir William Jackson Hooker e por John Lindley. Em 1855 mudou-se para Londres, passando a trabalhar em Kew cinco dias por semana, interrompendo o seu labor apenas durante algumas semanas no Verão. Manteria esta rotina durante o resto da sua vida.
Em 1857 o governo britânico aprovou um projecto destinado a preparar um conjunto de floras contendo a descrição em inglês das plantas nativas dos territórios que então integravam o Império Britânico, encarregando, entre outros, George Bentham da sua elaboração.
Bentham começou por elaborar a Flora Hongkongensis, terminada em 1861, a qual constitui o primeiro trabalho de folgo sobre a então pouco conhecida flora da China. Seguiu-se a Flora Australiensis, em sete volumes (1863-1878), a primeira flora de uma grande zona continental a ser concluída.
O seu maior e mais importante trabalho foi Genera Plantarum, iniciado em 1862 e concluído em 1883, realizado em colaboração com Sir Joseph Dalton Hooker. Este trabalho coloca George Bentham entre os maiores sistematas de todos os tempos.
George Bentham faleceu em Londres a 10 de setembro de 1884.

## Obras publicadas
- Catalogue des plantes indigénes des Pyrénées et du Bas-Languedoc (1826)
- Labiatarum genera et species (1832-1836)
- Handbook of the British Flora (1858 - 1865)
- Flora Honkongensis (1861)
- Flora australiensis (co-autoria com Ferdinand Müller, 1863-1870)
- Genera plantarum ad exemplariaimprimis in herbariis Kewensibus servata definita (1862-1883, 3 volumes)
- Scrophularineae indicae (1835)
- Plantae Hartwegianae (1839-1857)
- Colaboração com Carl Friedrich Philipp von Martius na Flora brasiliensis (descrição da família das Fabaceae)
- Colaboração no Prodromus Systematis Naturalis Regni Vegetabilis de Pyrame de Candolle, nos textos referentes às famílias Polemoniaceae, Scrophulariaceae, Lamiaceae e Stockhousiaceae.